# 에스토니아의 가수 목록
다음은 에스토니아의 가수 목록이다.

## 가
- 터누 킬가스

## 나
- 마티 누드

## 다
- 마리아 당겔

## 라
- 발드 란드페레
- 보리스 레틀란

## 마
- 라이네 메시캐프

## 바
- 안네 바바르나
- 안네 베스키
- 힐레르 빔베르

## 사
- 마르트 산데르

## 아
- 헬린마리 아르데르
- 다그마르 오야

## 카
- 마이안 캐르마스

## 자
- 에다 자하로바

## 타
- 알비 틸크

## 파
- 게를리 파다르

## 하
- 헤딩그 한손